# Jontef
Jontef ist ein deutsches Klezmerquartett, das 1988 am Landestheater Tübingen (LTT) als Trio gegründet wurde.

## Geschichte
Die Mitglieder von Jontef sind Hans Joachim Günther (Klarinette und Akkordeon), der aus Israel stammende Michael Chaim Langer (Gesang und Schauspiel), Wolfram Ströle (Violine und Gitarre) und seit 1999 der Kontrabassist Peter Falk. Jiddische Lieder, virtuose Instrumentalstücke und kabarettistische Einlagen aus der Welt des jüdischen Humors war das Format des ersten Programms „As der Rabbi singt“ und bleibt auch in den weiteren Programmen „Klejne Mentschelach“, „Hej Klezmorim“, „Amerike is grojs“, „Sìs gut“, „Im Traum is mir heller“, „Bin ich verliebt“ und „Im blauen Mond September“ charakteristisch für diese Gruppe.
1992 wurde Jontef mit dem Kleinkunstpreis Baden-Württemberg und 1994 mit dem Preis der Internationalen Bodensee-Künstlerbegegnung ausgezeichnet.

## Diskografie
- As der Rabbi singt
- Klejne Mentschelach
- A touch of Klezmer
- Hej Klezmorim
- Amerike is grojs
- Die Geschichten und Anekdoten
- 2000: Klezmer & Yiddish Songs (Arc Music)
- 2001: Sis gut!
- 2004: Im Traum ist mir heller
- 2007: Bin ich verliebt
- 2011: Im blauen Mond September
- 2021: Gefühlt anders – Neue Klezmermusik
- 2023: In majn harzn brent a fejer